# Jan Maxwell
Janice Elaine Maxwell (20 de noviembre de 1956-11 de febrero de 2018) fue una actriz de teatro y televisión estadounidense. Fue nominada cinco veces al premio Tony y dos veces ganadora del Drama Desk Award. En una carrera que duró más de treinta años, Maxwell fue una de las actrices de teatro más célebres y aclamadas por la crítica de su tiempo.
Maxwell hizo su debut en Broadway en 1989, como suplente en el musical City of Angels. Recibió su primera nominación al Tony en 2005 por el musical Chitty Chitty Bang Bang. Sus otras nominaciones fueron por Coram Boy en 2007, Lend Me a Tenor y The Royal Family, ambas en 2010, y Follies en 2012.
Sus nominaciones en dos categorías distintas de los premios Tony en 2010 la convirtieron en la cuarta actriz en lograr dos nominaciones en un solo año. Su nominación en 2012 por Follies la convirtió en la segunda actriz en recibir una nominación al Tony en las cuatro categorías de actuación. Sus otros créditos en Broadway incluyen Dancing at Lughnasa (1992), A Doll's House (1997), The Sound of Music (1998) y The Dinner Party (2001).
Maxwell apareció en películas y programas de televisión como I Am Michael con James Franco, Billy and Billie de Neil LaBute (2014-15), The Divide (2014), The Good Wife (2014) y Gossip Girl (2009-2011). De 1994 a 2003, apareció en cuatro episodios del drama de NBC Law & Order, cada vez como un personaje diferente. También apareció en la temporada 3 de Madam Secretary en 2016.

## Biografía
Maxwell nació en Fargo, Dakota del Norte, como el quinto de seis hijos del exjuez del primer distrito, Ralph B. Maxwell, quien sirvió en Dakota del Norte de 1967 a 1978, y su esposa, Elizabeth "Liz" Maxwell (de soltera Fargusson; 1926-2015), más tarde abogada de la Agencia de Protección Ambiental de Estados Unidos (EPA). Asistió a West Fargo High School, West Fargo, Dakota del Norte, la Universidad de Utah y la Universidad Estatal de Moorhead.
Desempeñó el papel principal de Calamity Jane en la producción de Deadwood Dick de su escuela secundaria de 1973.

## Trayectoria
Maxwell hizo su debut en Broadway como suplente en el musical City of Angels de Cy Coleman y David Zippel en 1989. Finalmente asumió los papeles duales de Carla Haywood y Alaura Kingsley.
Apareció en Dancing at Lughnasa de Brian Friel en 1992, que ganó el premio Tony a la mejor obra. Reemplazó al miembro del reparto original Brid Brennan en el papel de Agnes. En 1997, apareció en A Doll's House junto a Janet McTeer. En 1998, interpretó a Elsa Schraeder en la primera reposición en Broadway de The Sound of Music de Rodgers y Hammerstein. Luego protagonizó junto a John Ritter y Henry Winkler The Dinner Party de Neil Simon en 2000 y Sixteen Wounded en 2004 con Judd Hirsch y Martha Plimpton. En televisión durante este tiempo, entre 1994 y 2003, hizo cuatro apariciones especiales en el drama criminal de larga duración de la NBC Law & Order, cada vez como un personaje diferente.
En 2005, recibió una nominación al premio Tony como Mejor Actriz de Reparto en un Musical, por el papel de la baronesa Bomburst en la producción teatral de Chitty Chitty Bang Bang. También ganó el premio Drama Desk por este papel. En 2006, protagonizó la reposición Off-Broadway de Entertaining Mr. Sloane de Joe Orton de Roundabout Theatre Company, por la que recibió una nominación al Drama Desk como Mejor Actriz. También en 2006, se reunió con su coprotagonista de Sonrisas y lágrimas, Richard Chamberlain, en la producción de El rey y yo, de Rodgers y Hammerstein, del Hawaii Opera Theatre en Honolulu, Hawaii. En 2007, interpretó a la Sra. Lynch en la producción de Broadway de Coram Boy de Helen Edmundson en el Imperial Theatre, por la que recibió su segunda nominación al premio Tony, como Mejor Actriz Destacada en una Obra, así como otra nominación al Premio Drama Desk como Actriz Destacada en una Obra.
créditos regionales y fuera de Broadway incluyen actuaciones en The Seagull en el John F. Kennedy Center for the Performing Arts en 1985, en House & Garden en el Manhattan Theatre Club en 2002, en A Bad Friend en el Newhouse Theater, Lincoln Center en 2003 y en el Carnegie Hall en el concierto de Stephen Sondheim, Opening Doors, en 2004.
En 2008 apareció Off-Broadway con el Potomac Theatre Project/NYC en Scenes from an Execution de Howard Barker y fue nominada a un premio Drama Desk y NYITT. En 2008, Maxwell apareció en Broadway en la producción del Manhattan Theater Club de To Be or Not to Be en el papel de Maria Tura en el Friedman Theatre.
Apareció como Julie Cavendish en la reposición en Broadway de The Royal Family en el Teatro Samuel J. Friedman a finales de 2009. Por este papel ganó el premio Drama Desk 2010 a la mejor actriz en una obra. Maxwell interpretó a María en la reposición en Broadway de Lend Me a Tenor, que comenzó a presentarse en el Music Box Theatre el 11 de marzo de 2010.
el Outer Critics Circle Award como mejor actriz destacada en una obra por este papel. Maxwell recibió dos nominaciones al premio Tony en 2010: una por su papel principal en The Royal Family en 2009 y otra por su papel destacado en Lend Me a Tenor en 2010. Ella es apenas la cuarta actriz en recibir nominaciones dobles en un solo año.
Maxwell interpretó el papel de Phyllis Rogers Stone en la producción del Kennedy Center del musical de Stephen Sondheim y James Goldman Follies, que se presentó del 7 de mayo al 19 de junio de 2011 en el Teatro Eisenhower de Washington D. C. Sus coprotagonistas fueron Bernadette Peters, Elaine Paige, Ron Raines y Danny Burstein. Repitió su papel en la edición limitada de Broadway en el Teatro Marquis, que se realizó desde el 7 de agosto de 2011 (preestrenos) hasta el 22 de enero de 2012. El 29 de octubre de 2011, después de la matiné del sábado, Maxwell fue atropellada por una minivan, sufriendo heridas en el brazo y la pierna, fracturándose el peroné. Se perdió los dos shows siguientes, pero regresó unos días después. Maxwell recibió nominaciones a los premios Helen Hayes, Fred Astaire, Drama League, Outer Critics Circle, Drama Desk y Tony como Mejor Actriz Protagónica en un Musical por este papel. La nominación al Tony (su quinta) la convirtió en la segunda actriz en recibir nominaciones en las cuatro categorías de actuación; la primera fue Angela Lansbury. Maxwell repitió su papel en el traslado de esta producción al Teatro Ahmanson en Los Ángeles, California, del 3 de mayo al 9 de junio de 2012.
Apareció en la producción Off-Broadway de PTP/NYC (The Potomac Theatre Project) de la obra de Howard Barker Victory: Choices in Reaction, en una representación limitada en julio de 2011. En 2013, Maxwell interpretó el papel de Skinner en The Castle: A Triumph de Howard Barker con PTP/NYC en el Atlantic Theatre, Stage 2. Apareció en la producción Off-Broadway de la obra de Anthony Giardina, The City of Conversation en el Lincoln Center Mitzi Newhouse Theater, del 5 de mayo de 2014 al 26 de julio de 2014. Fue nominada al Premio Lucille Lortel 2015, Mejor Actriz en una Obra, al Premio Outer Critics Circle 2015, Mejor Actriz en una Obra, al Premio Drama Desk 2015, Mejor Actriz en una Obra y al Premio Drama League 2015, Premio a la Actuación Distinguida. En una entrevista con Time Out New York en julio de 2016, Maxwell anunció que se retiraba del teatro después de la presentación de su segunda producción de Scenes from an Execution, que entonces se encontraba en ensayo.
También fue actriz de doblaje y leyó varios audiolibros, incluidos Two Little Girls in Blue y No Place Like Home de Mary Higgins Clark.
Maxwell interpretó a una "senadora intrigante" en la serie de televisión de CBS Brain Dead junto a Mary Elizabeth Winstead, Aaron Tveit y Tony Shalhoub, que se emitió de junio a septiembre de 2016.

## Vida personal y muerte
Maxwell estuvo casada con el actor y dramaturgo Robert Emmet Lunney, y tuvieron un hijo, William "Will" Maxwell-Lunney.
Maxwell murió el 11 de febrero de 2018 a causa de carcinomatosis leptomeníngea complicada por cáncer de mama en su apartamento de Manhattan a la edad de 61 años.

## Premios y nominaciones
| Año  | Premio           | Categoría                                                             | Trabajo nominado         | Resultado |
| 2003 | Drama Desk Award | Actriz destacada en una obra de teatro                                | My Old Lady              | Nominado  |
| 2004 | Drama Desk Award | Actriz destacada en una obra de teatro                                | Sixteen Wounded          | Nominado  |
| 2005 | Tony Award       | Mejor interpretación de una actriz protagonista en un musical         | Chitty Chitty Bang Bang  | Nominado  |
| 2005 | Drama Desk Award | Actriz destacada en un musical                                        | Chitty Chitty Bang Bang  | Ganadora  |
| 2006 | Drama Desk Award | Actriz destacada en una obra de teatro                                | Entertaining Mr. Sloane  | Nominado  |
| 2007 | Tony Award       | Actriz destacada en una obra de teatro                                | Coram Boy                | Nominado  |
| 2007 | Drama Desk Award | Actriz destacada en una obra de teatro                                | Coram Boy                | Nominado  |
| 2009 | Drama Desk Award | Actriz destacada en una obra de teatro                                | Scenes From an Execution | Nominado  |
| 2010 | Drama Desk Award | Actriz destacada en una obra de teatro                                | The Royal Family         | Ganadora  |
| 2010 | Tony Award       | Mejor interpretación de una actriz protagonista en una obra de teatro | The Royal Family         | Nominado  |
| 2010 | Tony Award       | Mejor interpretación de una actriz protagonista en una obra de teatro | Lend Me a Tenor          | Nominado  |
| 2012 | Tony Award       | Mejor interpretación de una actriz protagonista en un musical         | Follies                  | Nominado  |
| 2012 | Drama Desk Award | Mejor actriz en un musica                                             | Follies                  | Nominado  |
| 2014 | Drama Desk Award | Mejor interpretación como actriz principal en una obra de teatro      | The Castle               | Nominado  |
| 2015 | Drama Desk Award | Actriz destacada en una obra de teatro                                | The City of Conversation | Nominado  |